# رواية سكوربيون أوركيد
سكوربيون أوركيد (سحلب عقربي) هي رواية للمؤلف الماليزي لويد فرناندو، نشرت لأول مرة بواسطة كتب هاينمان (باللاتينية: Heinemann) التعليمية عام 1976 تحت سلسلة الكتابة في آسيا. تدور أحداث الرواية في سنغافورة في عام 1950. تم إعادة نشره بواسطة كتب Epigram في أيلول/سبتمبر 2011 تحت سلسلة سنغافورة الكلاسيكية.

## ملخص المؤامرة
تتشابك الحبكة مع أربعة شبان من تركيبة عرقية مختلفة:
سانتيناثان من التاميل، وغوان خينج صيني، وصبران من الملايو، وبيتر دالميدا من أوراسيا. كان الأربعة من زملاء الدراسة السابقين ويدرسون الآن في جامعة سنغافورة، وكلهم في عامهم الثالث. تتابعهم القصة عندما تورطوا في أعمال الشغب العنصرية في سنغافورة خلال الخمسينيات من القرن الماضي. تكمن السمة المميزة للرواية في أربعة عشر مقطعاً مائلاً بأطوال متفاوتة، مستمدة من النصوص الماليزية التقليدية ومتشابكة في السرد.

## ثيمات
تسلط الرواية الضوء على الصراعات العرقية في سنغافورة والتي كانت سبباً لعدم اهتمامها عند إطلاق سراحها. بالمعنى السياسي، يمكن قراءة الرواية كنقد للتعددية الثقافية التي تبثها الدولة والتي تنعكس في الاختلافات حول العرق والثقافة التي فصلت في النهاية بين أربع شخصيات رئيسية. أقرب إلى هذا هو استكشاف الهوية الذي يمر به كل شاب، ويواجه أسئلة حول عرقه ومكانه في حياتهم.